# 8775 Cristata
8775 Cristata è un asteroide della fascia principale. Scoperto nel 1973, presenta un'orbita caratterizzata da un semiasse maggiore pari a 2,4046146 UA e da un'eccentricità di 0,1249278, inclinata di 6,96357° rispetto all'eclittica.